# R&C (東京都)
R&C株式会社（英文社名：R&C Co.,Ltd.）は、東京都港区芝浦に本社を置く企業である。「サステイナブル・ソリューション」カンパニーとして生命保険の募集に関する業務と損害保険の保険代理店業を展開している。

## 概要

### 沿革[1]
- 2006年（平成18年）- R&C株式会社を設立。
- 2012年（平成24年）- 新宿オフィスへ移転
- 2014年（平成26年） - 現代表取締役の足立哲真がR&C株式会社 社長に就任 - オフィスを田町へ移転 - 株式会社アドバンスクリエイトと業務提携
- 2015年（平成27年）- 初の表彰式を開催
- 2016年（平成28年）- 初の海外コンベンション開催
- 2017年（平成29年） - ブランド刷新 - 株式会社コレクティブパートナーズ設立
- 2019年（令和1年） - 株式会社ダイバースパートナーズ設立 - 新卒採用開始
- 2020年（令和2年） - コロナ禍という逆風のなか、過去最高売上を達成 - パートナー共済の申込受付開始
- 2021年（令和3年） - 設立15周年を迎える - 2021年度版「働きがいのある会社」ランキングに初選出 - 中部電力ミライズコネクト株式会社と業務提携 - 不動産事業開始 - プライバシーマーク取得
- 2022年（令和4年） - 2022年度「働きがいのある会社」に認定 - 株式会社リクルートと業務提携 - ジュニュイン・パートナーズ株式会社がR&Cグループにジョイン、IFA事業開始
- 2023年（令和5年） - 2023年度「働きがいのある会社」に認定 - 一般社団法人生命保険協会が実施した業務品質評価基準の「認定代理店」に認定される
- 2024年（令和6年）- 2024年度「働きがいのある会社」に認定

### 事業内容
- サステイナブルソリューション事業（生命保険の募集に関する業務、損害保険代理店業）
- インターネットメディア事業

### 事業所
→詳細は「【総合保険代理店】R&C株式会社｜拠点一覧」を参照

## 参加団体
- 一般社団法人保険乗合代理店協会正会員
- 100年経営研究機構
- 一般社団法人Fintech協会
- 一般社団法人保険健全化推進機構 結心会

## 受賞歴
- 2021年版 日本における「働きがいのある会社」ランキング ベストカンパニー（462社参加）[2]

## グループ会社
- ジュニュイン・パートナーズ株式会社
- 株式会社コレクティブパートナーズ
- 株式会社ダイバースパートナーズ
- 一般社団法人 相続しあわせ支援協会
- 一般社団法人 キャプティブ研究所
- 一般社団法人 日本企業地震保険協会
- 一般財団法人 リスクファイナンス総合研究所
- クレジットリスク総合研究所